# Catastrophe de Flixborough

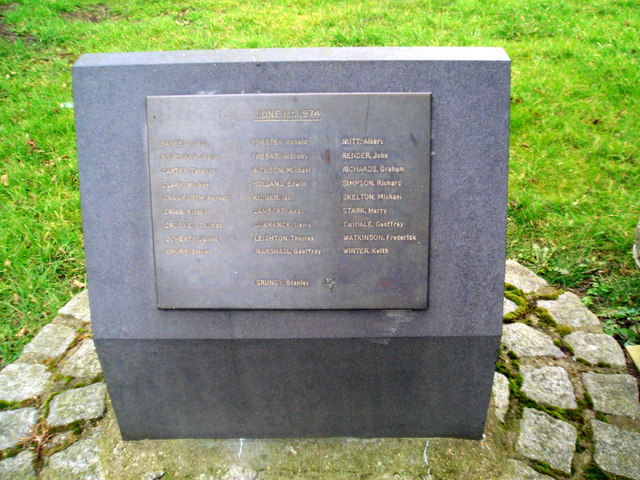
Mémorial dédié aux victimes.

La catastrophe de Flixborough est une explosion d'une usine chimique ayant eu lieu à Flixborough en Angleterre le 1er juin 1974. Elle a tué 28 personnes et blessés gravement 36 personnes sur les 72 personnes qui étaient sur le site. Cette catastrophe est notamment connue parce qu'elle a été provoquée par un changement d'équipement précipité, ce qui a eu un impact sur les bonnes pratiques industrielles.